# Michail Sabinin

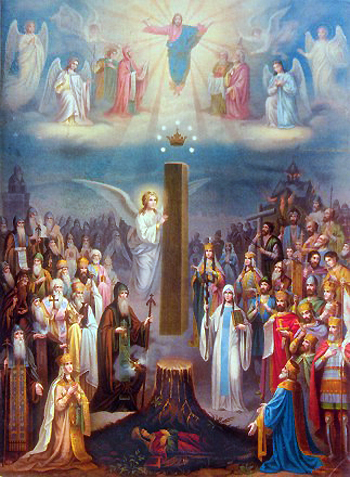
Der Ruhm Iberiens, Gemälde von Michail Sabinin in der Swetizchoweli-Kathedrale in Mzcheta

Michail Sabinin (georgisch მიხეილ საბინინი, russisch Михаил Павлович Сабинин, Ordensname Gobron; * 1845; † 10. Mai 1900 in Moskau) war ein russisch-georgischer Mönch, Historiker der georgischen orthodoxen Kirche, Hagiograf und Maler religiöser Bilder.
Sabinin war der Sohn von Pawel Sabinin, einem russischen Priester in Twer, und dessen Frau, einer Georgierin. Nach der Gymnasialzeit in Tiflis in den 1860er Jahren besuchte er die Theologische Akademie Sankt Petersburg und erwarb den Magistergrad mit der Arbeit Geschichte der georgischen Kirche bis zum Ende des 6. Jahrhunderts (История грузинской церкви до конца VI в., gedruckt 1877), der ersten umfassenden Behandlung dieses Themas in russischer Sprache. 
Er bereiste verschiedene Landschaften Georgiens und studierte die Monumente christlicher Architektur. Er kopierte Fresken und Ikonen, zeichnete Legenden auf und sammelte Manuskripte. In Sankt Petersburg empfing er die Tonsur und den Mönchsnamen Gobron. 
In den 1880er Jahren lebte er im berühmten Athoskloster Iviron. 1882 veröffentlichte er Das Paradies Georgiens (საქართველოს სამოთხე), einen umfangreichen Band mit Viten der in Georgien verehrten orthodoxen Heiligen. Im selben Jahr gab er die Passio des Eustathius von Mzcheta heraus, die zu den ältesten Dokumenten der georgischen Literatur gerechnet wird. 
1898 geriet er in Konflikt mit dem russischen Exarchat in Tiflis, weil er die Russifizierung Georgiens kritisiert hatte. Er wurde nach Moskau versetzt. Dort starb er zwei Jahre später an einer Lungenentzündung.